# Hartmannswillerkopf
Der 957 Meter hohe Hartmannswillerkopf (französisch auch Vieil Armand, deutsch Hartmannsweiler Kopf oder Hartmannsweilerkopf) ist eine Bergkuppe in den Südvogesen im Département Haut-Rhin im Elsass, nahe den Orten Hartmannswiller und Berrwiller.

## Geographie

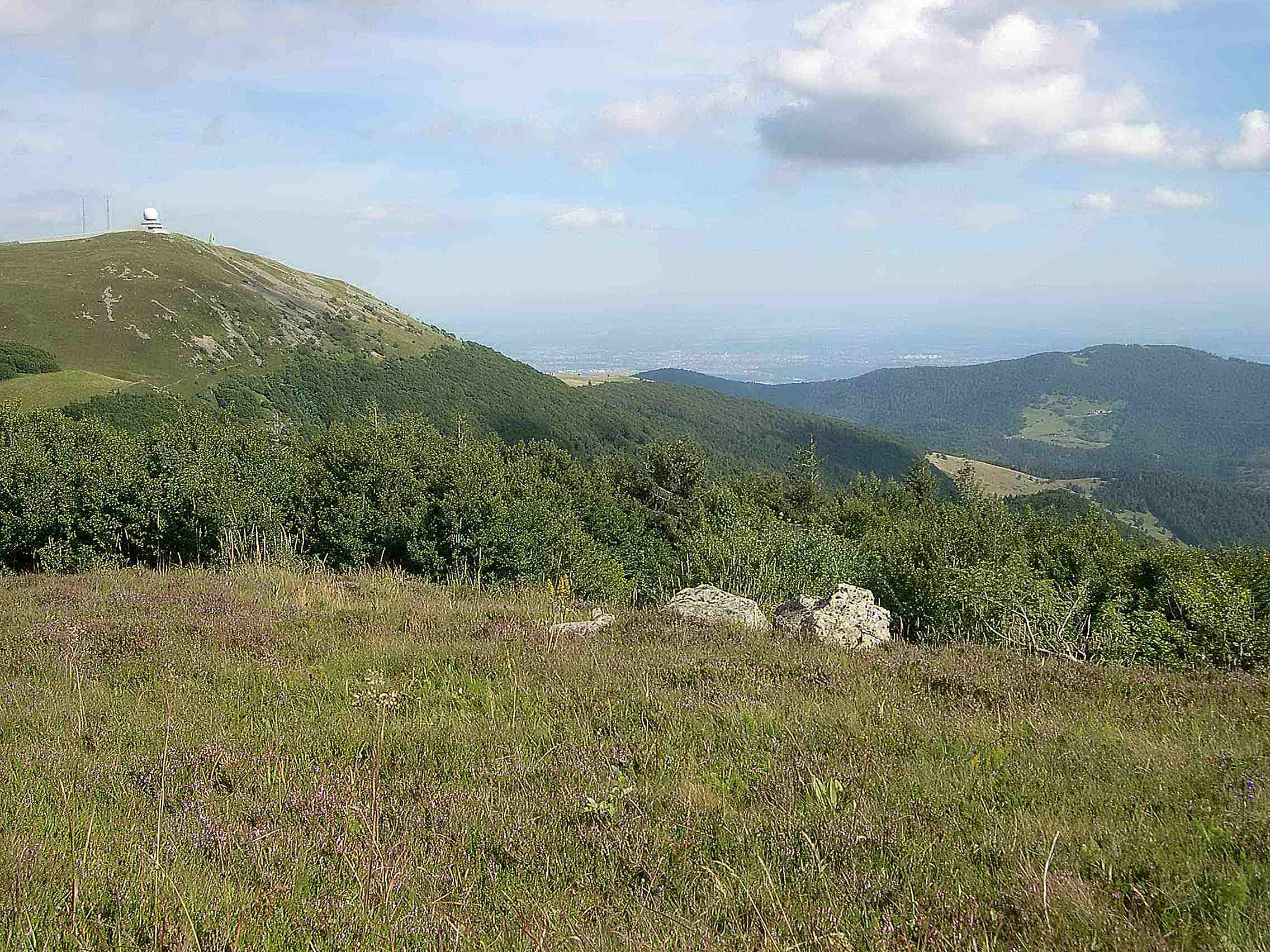
Blick vom Storkenkopf nach Südosten: links der Große Belchen, in der Bildmitte der Hartmannswillerkopf, rechts der Molkenrain; im Hintergrund die Oberrheinebene

Der Hartmannswillerkopf liegt etwa in der Mitte zwischen Colmar und Belfort und von der Autoroute A 35 gesehen genau westlich von Ensisheim. An seiner Nordwestseite entspringt der Gutenbach. An der Südseite haben zum Molkenrain hin das Siehlbaechle und der Silberlochrunz ihre Quellgebiete.
Von Süden erreicht man den Hartmannswillerkopf vom Ausgangspunkt Cernay und von Norden über die Vogesenkammstraße Route des Crêtes (D 431). Diese verläuft über den Bergsattel, durch den der Hartmannswillerkopf von der höheren Bergkuppe Molkenrain getrennt ist.
Der Gipfelbereich liegt auf dem Gebiet der Gemeinden Hartmannswiller, Wuenheim, Wattwiller und Uffholtz.

## Geschichte
Der Hartmannswillerkopf war im Ersten Weltkrieg wegen seiner exponierten und strategisch günstigen Lage mit Ausblick in die elsässische und die Oberrhein-Ebene zwischen Deutschen und Franzosen erbittert umkämpft.
Der Kampf um den Gipfel begann am 31. Dezember 1914. Die schwersten Kämpfe gab es am 19./20. Januar, 26. März, 25./26. April und 21./22. Dezember 1915. Die Deutschen besetzten die nordöstliche Flanke des Berges, die Franzosen lagen auf der anderen Seite. Die Bergkuppe wechselte in den vier Kriegsjahren viermal den Besitzer. Oft mussten geringe, unter hohen Verlusten erkämpfte Geländegewinne beim nächsten Gegenangriff wieder aufgegeben werden. Auch Flammenwerfer und Giftgaseinsätze brachten keine nachhaltigen Erfolge. Auf französischer Seite wurden Gebirgsjäger eingesetzt, auf deutscher Seite Sturmtruppen geschult. Schneestürme im Winter und sengende Hitze im Sommer erschwerten den Kampf. Etwa ab Mitte 1916 reduzierten beide Seiten ihre Truppen dort; intensivere Kämpfe fanden in nördlicheren Frontabschnitten statt. Ab 1916 kam es im Wesentlichen nur noch zu Artillerieduellen. Beide Seiten beschränkten sich darauf, ihre Linien zu halten.
In den Schanzenkämpfen am Hartmannswillerkopf starben je nach Schätzung 7500 bis 30.000 französische und deutsche Soldaten; etwa 60.000 wurden verletzt. Die Kämpfe führten für keine Seite zu einem Ergebnis und stehen heute für die Sinnlosigkeit des Krieges. Der Hartmannswillerkopf ist gelegentlich „Berg des Todes“ genannt worden.
Französische Zeitungen nannten den Berg nach dem Krieg Vieil Armand („Alter Armand“).

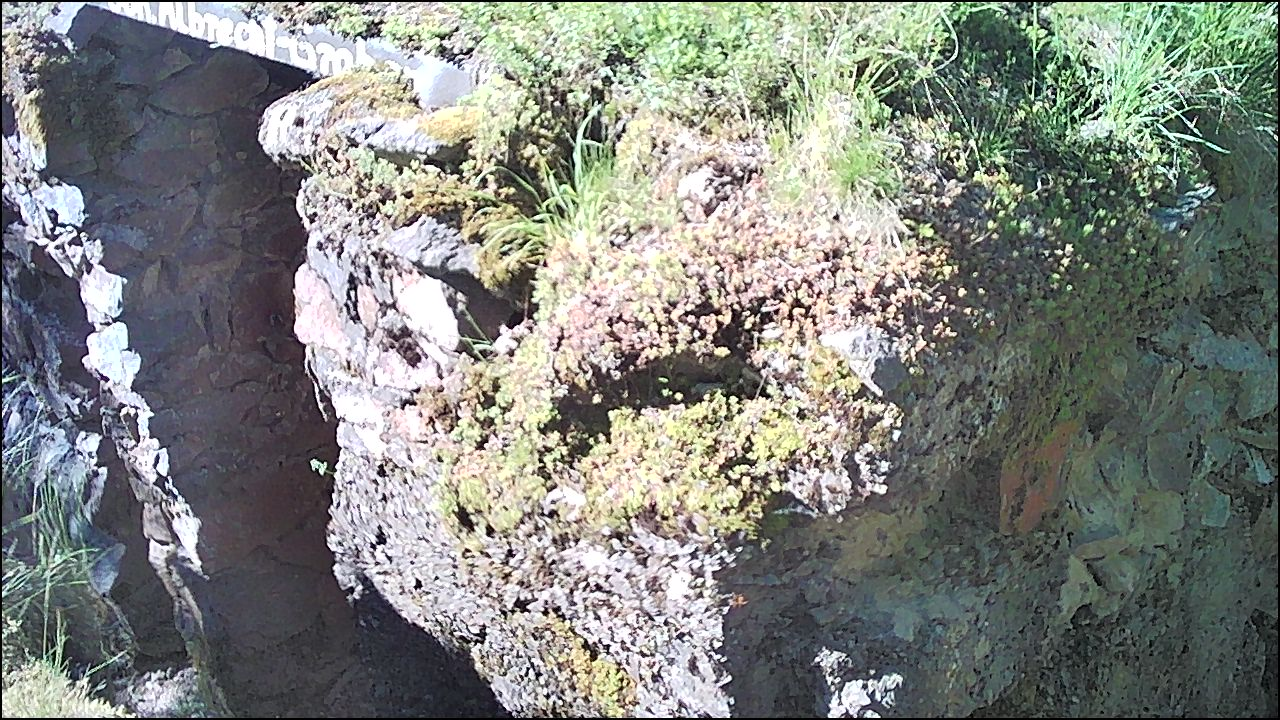
Der Johann-Albrecht-Graben war die erste Linie der Franzosen, die später von zwei Grenadieren mit Flammenwerfern erobert worden war.
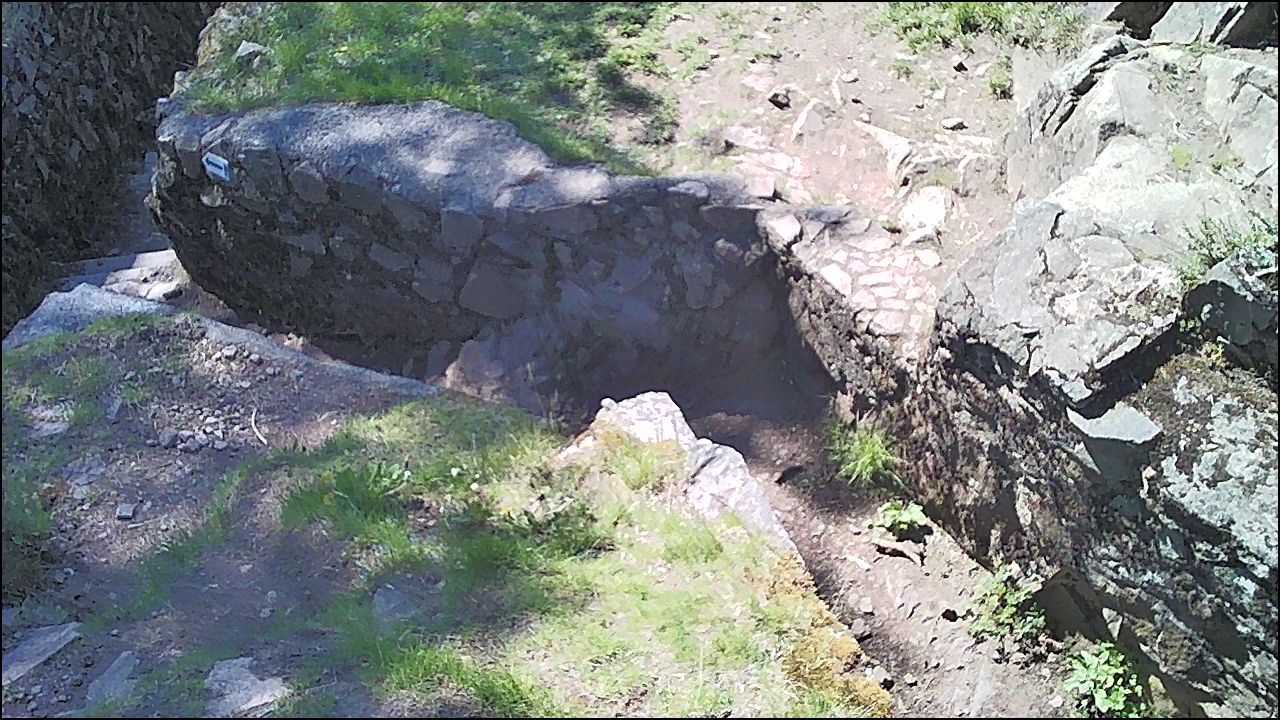
Französischer Graben
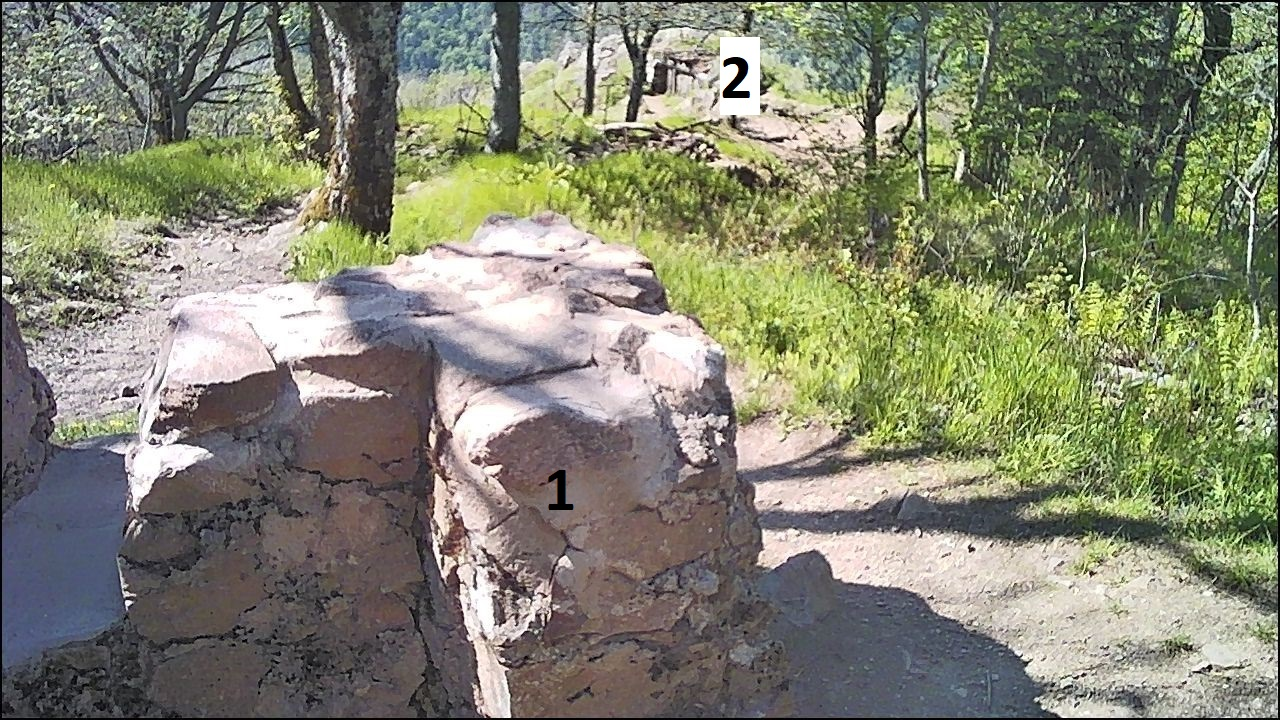
Zwei Französische Unterstände (Nr. 1 und 2)

Am 3. August 2014, dem 100. Jahrestag der Kriegserklärung Deutschlands an Frankreich (Erster Weltkrieg), trafen sich Bundespräsident Joachim Gauck und der französische Staatspräsident François Hollande am Hartmannswillerkopf. Am 10. November 2017 weihten Bundespräsident Frank-Walter Steinmeier und Staatspräsident Emmanuel Macron ein gemeinsames deutsch-französisches Museum zum Gedenken an die Gefechte ein.

## Relikte
Die vier Kriegsjahre hinterließen sichtbare Spuren und Relikte am Hartmannswillerkopf. Ursprünglich bewaldet, zeigt sich die Bergkuppe heute grasüberwachsen mit spärlichem Baumbewuchs. Vor allem in den ersten beiden Kriegsjahren verschwand der Wald durch die Angriffe vollkommen. Von dem erstarrten Stellungskrieg zeugen ein gut erhaltenes System von ungefähr 6000 Stollen und Unterständen und 90 Kilometer Schützengräben, Drahtverhaue und Granattrichter.
Das Schlachtfeld einschließlich der Befestigungsanlagen steht seit 1921 als Monument historique unter Denkmalschutz.

## Gedenkstätte

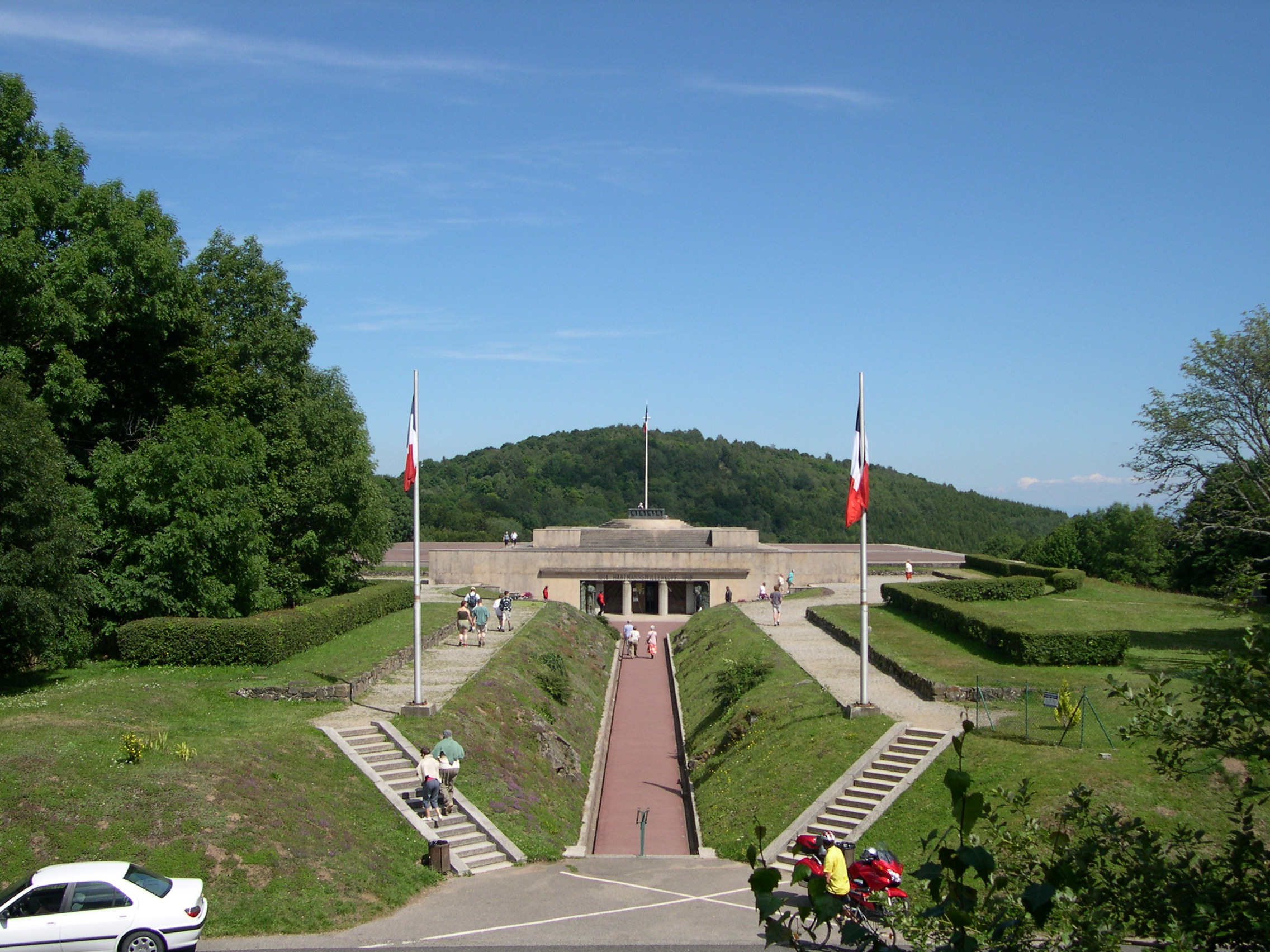
Die Krypta

Die an der Zufahrtsstraße liegende Gedenkstätte Hartmannswillerkopf erinnert an die gefallenen Soldaten: Sie besteht aus dem französischen Nationalfriedhof Nécropole nationale du Silberloch - Hartmannswillerkopf und einer Krypta mit je einem katholischen, evangelischen und jüdischen Altar und wurde als eines von vier französischen Denkmälern nach dem Waffenstillstand vom 11. November 1918 errichtet sowie 1921 unter Denkmalschutz gestellt. Mit (2009) ca. 250.000 Besuchern auf der frei zugänglichen Plattform des Soldatenfriedhofs und ca. 20.000 zahlenden Besuchern in der Krypta gehört die Gedenkstätte zu den meistbesuchten Tourismuszielen des Elsass.

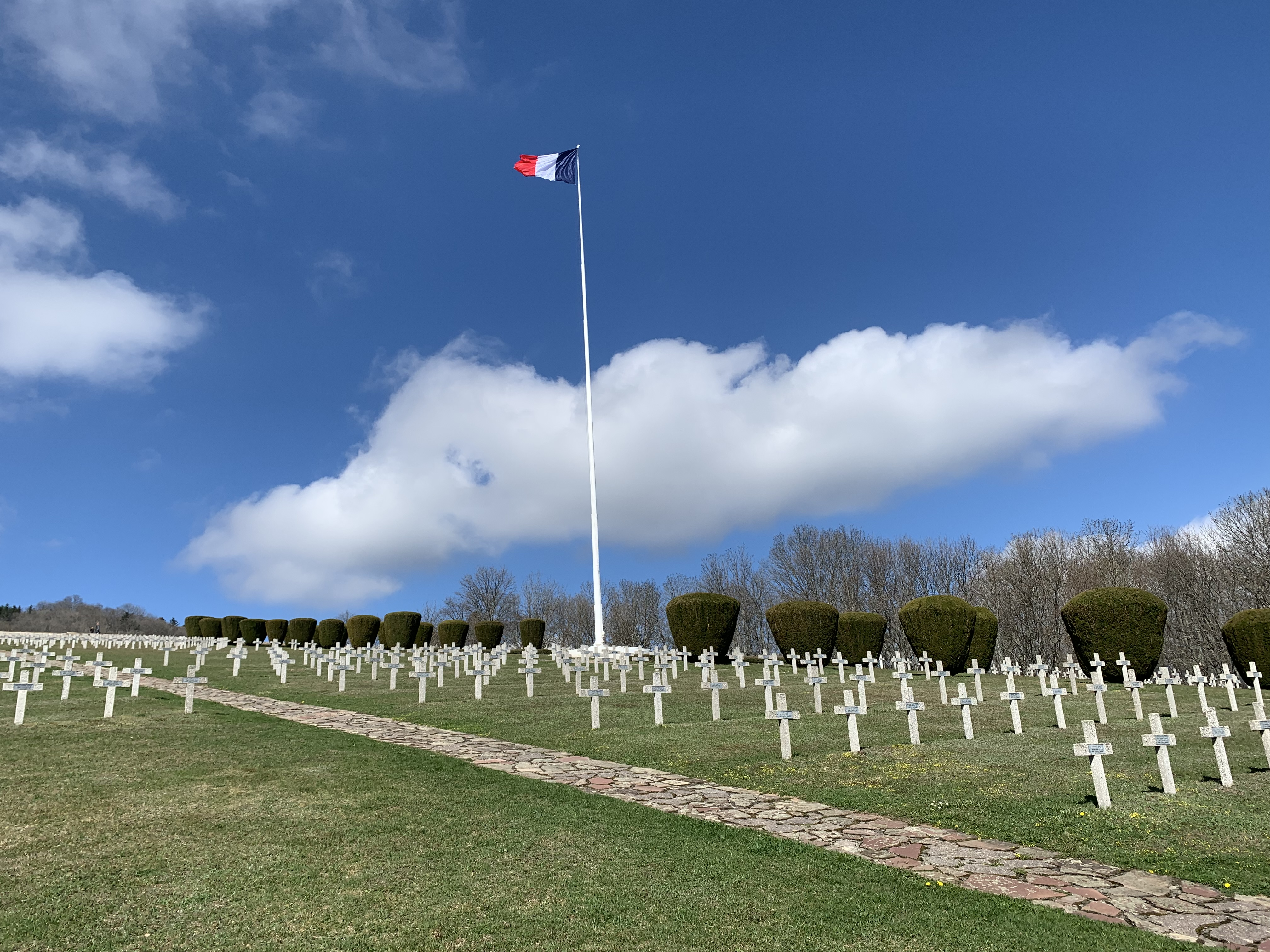
Friedhof der Nécropole national du Silberloch beim Hartmannswillerkopf

Im November 2017 wurde das deutsch-französische Museum (Historial), ein Symbol für die Aussöhnung, von den Präsidenten beider Länder, Emmanuel Macron und Frank-Walter Steinmeier, eröffnet.